# ГЕС Фінндола
ГЕС Фінндола — гідроелектростанція у південній частині Норвегії, за 110 кілометрів на північ від Крістіансанна. Використовує ресурс зі сточища Fyresdalsåna, правого витоку Нідельви, яка тече до затоки Скагеррак.
Станція має цілий ряд водосховищ, два з яких створені на самій Fyresdalsåna. Вище лежить Flossli (Fisstoylvatnet), яке утримується кам'яно-накидною греблею Torsdalen висотою 30 метрів та довжиною 204 метри. З корисним об'ємом у 106 млн м3 це найбільший резервуар системи, при цьому він з'явився ще у 1963-му, на десятиліття раніше за станцію. Ниже розташоване сховище Midvatn (Votna), з об'ємом 32 млн м3, утворене кам'яно-накидною греблею висотою 33 метри та довжиною 382 метри. Крім того, на південному заході водойми звели дві дамби для закриття сідловин, що відділяють Midvatn від сточища річки Borgåni (права притока річки Fardøl, котра в свою чергу впадає праворуч до озера Fyresvatn, яке лежить ще нижче по течії Fyresdalsåna). Певний час дренування ресурсу з Flossli відбувалось природним шляхом, допоки у 1992-му на цій ділянці не спорудили ГЕС Haukrei (16 МВт), відпрацьована якою вода потрапляє в озеро Haukreivatn (невелика водойма дещо вище по течії від Midvatn).
З Midvatn ресурс спрямовується у прокладений через правобережний гірський масив тунель довжиною понад 4 км, який на своєму шляху отримує поповнення з водозабору в озері Grimvatn у верхів'ї Fardøl. Цей перший тунель завершується в сховищі Gausvatn, створеному на правій притоці Fyresdalsåna за допомогою бетонної греблі висотою 2,6 метра та довжиною 157 метрів, що дозволяє утримувати корисний об'єм у 4 млн м3. В свою чергу з Gausvatn виходить підвідний тунель довжиною дещо менше за 2 км, що прямує до спорудженого неподалік від західного узбережжя озера Fyresvatn машинного залу.
Окрім описаної вище центральної осі водозбірної схеми електростанції, відбувається накопичення ресурсу північніше від Fyresdalsåna, у сточищі її лівої притоки Bondøl. На лівому та правому витоках цієї річки — Skarstoylaa та Skaltjornani — розташовані водосховища Oyusvatn і Oysaevatn, при цьому ресурс з Oyusvatn через короткий тунель скидається до лівої притоки Oysaevatn. Останнє утримується насипною греблею висотою 26 метрів та довжиною 330 метрів і має корисний об'єм у 56 млн м3. Далі вода прямує природним шляхом по долині Skaltjornani, проходячи через підпружене греблею озеро Brontjonn та досягаючи ще одного невеликого сховища Ulvsvatn (в останнє також виведений короткий тунель від водозабору на Kleppsvatnbekken, правій притоці Skaltjornani). Нарешті, від Ulvsvatn на південь йде тунель довжиною 1,5 км, котрий продовжується каналом довжиною 0,4 км, котрий досягає Fyresdalsåna в районі озера Haukreivatn.
Крім того, для роботи станції залучається певний ресурс зі згаданої вище Borgåni. Для цього від озера Tussetjonn прокладений короткий тунель до озера Ramsvatn на річці Ramsvatnå, лівій притоці Fyresdalsåna, яка впадає в останню вище від Haukreivatn.
Основне обладнання станції складають дві турбіни типу Френсіс загальною потужністю 103 МВт. При напорі у 303 метри вони забезпечують виробництво 281 млн кВт-год електроенергії на рік.
Відпрацьована вода по відвідному тунелю транспортується до розташованого неподалік озера Fyresvatn.